# Kiersten Warren
Kiersten Nicolla Dale Warren (4 de novembro de 1965) é uma atriz americana, conhecida por sua personagem Nora Huntington na terceira temporada de Desperate Housewives.

## Vida e carreira
Warren é a mãe da atriz Misti Traya (nascida no dia 23 de setembro de 1981), a quem deu à luz quando tinha apenas quinze anos. Ela está atualmente casada com Kirk Acevedo. Em 2009, ela apareceu em um episódio do seriado Fronteiras ("Unleashed") como a esposa de Charlie Francis, personagem interpretado por Acevedo. Em 2003, ela apareceu no episódio "Life on Mars" de The West Wing: Nos Bastidores do Poder.
Warren já marcou presença em vários filmes, incluindo De Repente 30, O Amor Custa Caro, Divinos Segredos e Independence Day.

## Filmografia
- Nip/Tuck (Estética, 2009)
- Fringe (Fronteiras, 2009)
- Dirt (2007)
- Dirty Sexy Money (Sexo, Dinheiro e... Poder, 2007), no episódio piloto
- Slacker Cats (2007)
- Desperate Housewives (2006)
- The Astronaut Farmer (2006)
- Hoot (2006)
- Bring It On: All or Nothing (As Apimentadas: Tudo ou Nada, 2006)
- 13 Going on 30 (De Repente 30, 2004)
- Black Cadillac (2003)
- The Snow Walker (Desafio no Ártico, 2003)
- Intolerable Cruelty (O Amor Custa Caro, 2003)
- A Painted House (2003)
- Divine Secrets of the Ya-Ya Sisterhood (Divinos Segredos, 2002)
- Circuit (2001)
- Duets (2000)
- Bicentennial Man (O Homem Bicentenário, 1999)
- Liberty Heights (Ruas de Liberdade, 1999)
- Pushing Tin (Alto Controle, 1999)
- Maximum Bob (1998)
- Independence Day (1996)
- Saved by the Bell: The College Years (1993)
- Life Goes On (1992)
- False Arrest (1991)